# Langues à Macao
Les langues officielles de Macao sont le chinois et le portugais. Le cantonais est la langue chinoise la plus parlée en tant que langue maternelle, en 2011, avec 90 % de la population (83 % en tant que langue la plus fréquemment parlée). Le mandarin est parlé par 41 % de la population (5 %) et le portugais par 2 % (1 %).
Même si la langue portugaise est très isolée et largement supplantée par l'anglais dans la région, elle est toutefois maintenue à Macao en accord avec la loi fondamentale de la région administrative spéciale de Macao. Le gouvernement chinois y voit aussi une occasion pour Macao de servir de plate-forme de contacts avec le monde lusophone.
En effet le portugais est parlé par plus de 200 millions de personnes dans le monde et certains pays de langue portugaise sont soit, comme l'Angola, des partenaires économiques importants, soit, comme le Brésil, des pays émergents aux perspectives économiques prometteuses (il y a entre 20 000 et 25 000 Macanais au Brésil).
Les personnes qui ont une ascendance mixte portugaise et asiatique (chinoise mais aussi malaise, indienne, sri lankaise) nées ou vivant à Macao ainsi que certains Chinois convertis au catholicisme et parlant le portugais sont appelés les Macanais ou les « fils de la terre », formant jusqu'à la rétrocession une « minorité influente ». Nombre d'entre eux ont cependant émigré avant la rétrocession et très peu savent encore parler le patois macanais, basé sur le créole portugais, qui est menacé de disparition (il ne restait plus que 50 locuteurs en 2007).
Macao ne dispose pas d'un système éducatif propre et universel, c'est pourquoi on utilise le système éducatif britannique, chinois ou portugais. Les langues chinoises (le cantonais et le mandarin) et anglaises sont enseignées dans la quasi-totalité des écoles locales, alors que le portugais est délaissé depuis le transfert de souveraineté, à l'exception évidente de l'École portugaise de Macao qui est la seule école à offrir des programmes similaires à ceux du Portugal.

## Statistiques
| Langue                   | Population | % (pdp)       |
| ------------------------ | ---------- | ------------- |
| Cantonais                | 449 274    | 83,3 % ( 4,6) |
| Mandarin                 | 27 129     | 5,0 % ( 3,4)  |
| Hokkien                  | 19 957     | 3,7 % ( 0,7)  |
| Anglais                  | 12 155     | 2,3 % ( 1,6)  |
| Tagalog                  | 9 415      | 1,7 % ( 0,9)  |
| Portugais                | 4 022      | 0,7 % ( 0,0)  |
| Autres langues chinoises | 10 633     | 2,0 % ( 1,1)  |
| Autres                   | 6 546      | 1,2 %         |
| Total                    | 539 131    | 100,0 %       |

| Langue                   | Population | % (pdp)        |
| ------------------------ | ---------- | -------------- |
| Cantonais                | 485 061    | 90,0 % ( 4,4)  |
| Mandarin                 | 223 180    | 41,4 % ( 14,7) |
| Anglais                  | 113 803    | 21,1 % ( 7,6)  |
| Hokkien                  | 37 290     | 6,9 % ( 0,4)   |
| Tagalog                  | 13 821     | 2,6 %          |
| Portugais                | 13 148     | 2,4 % ( 0,6)   |
| Autres langues chinoises | 47 379     | 8,8 % ( 1,6)   |
| Autres                   | 25 161     | 4,7 %          |
| Total                    | 539 131    |                |